# Театральные сцены Штутгарта

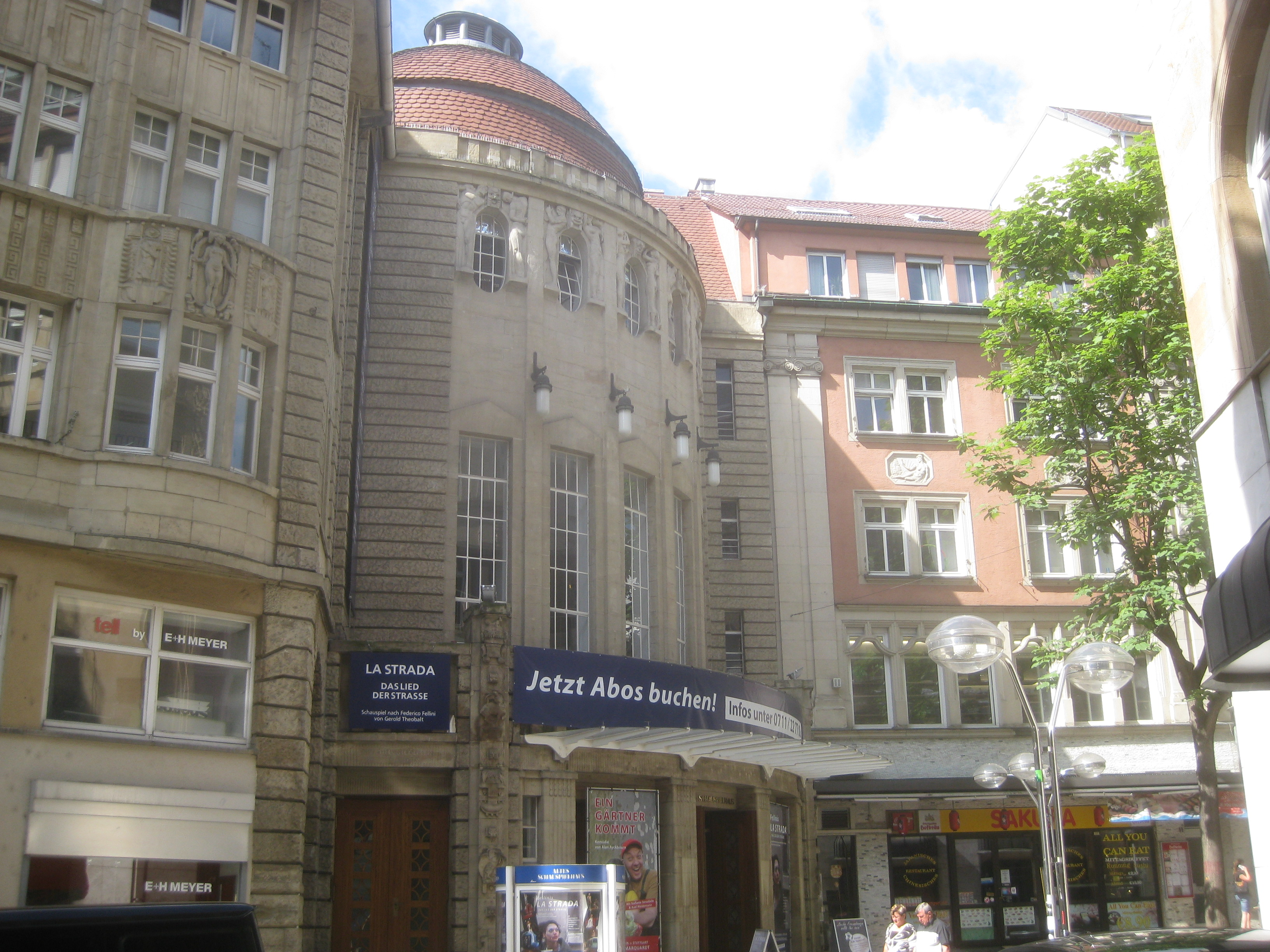
Старый драматический театр

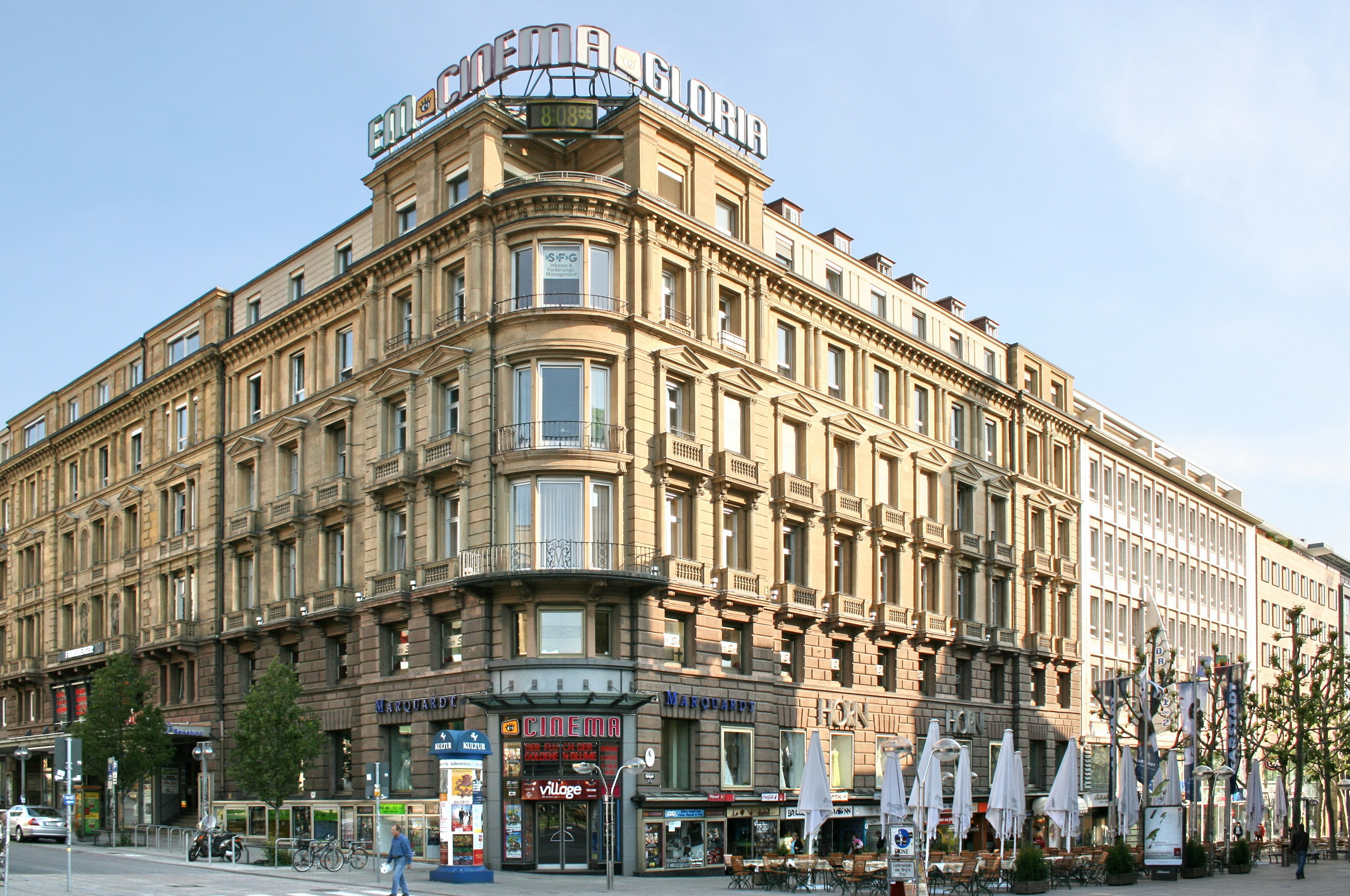
Бывший отель Марквардт

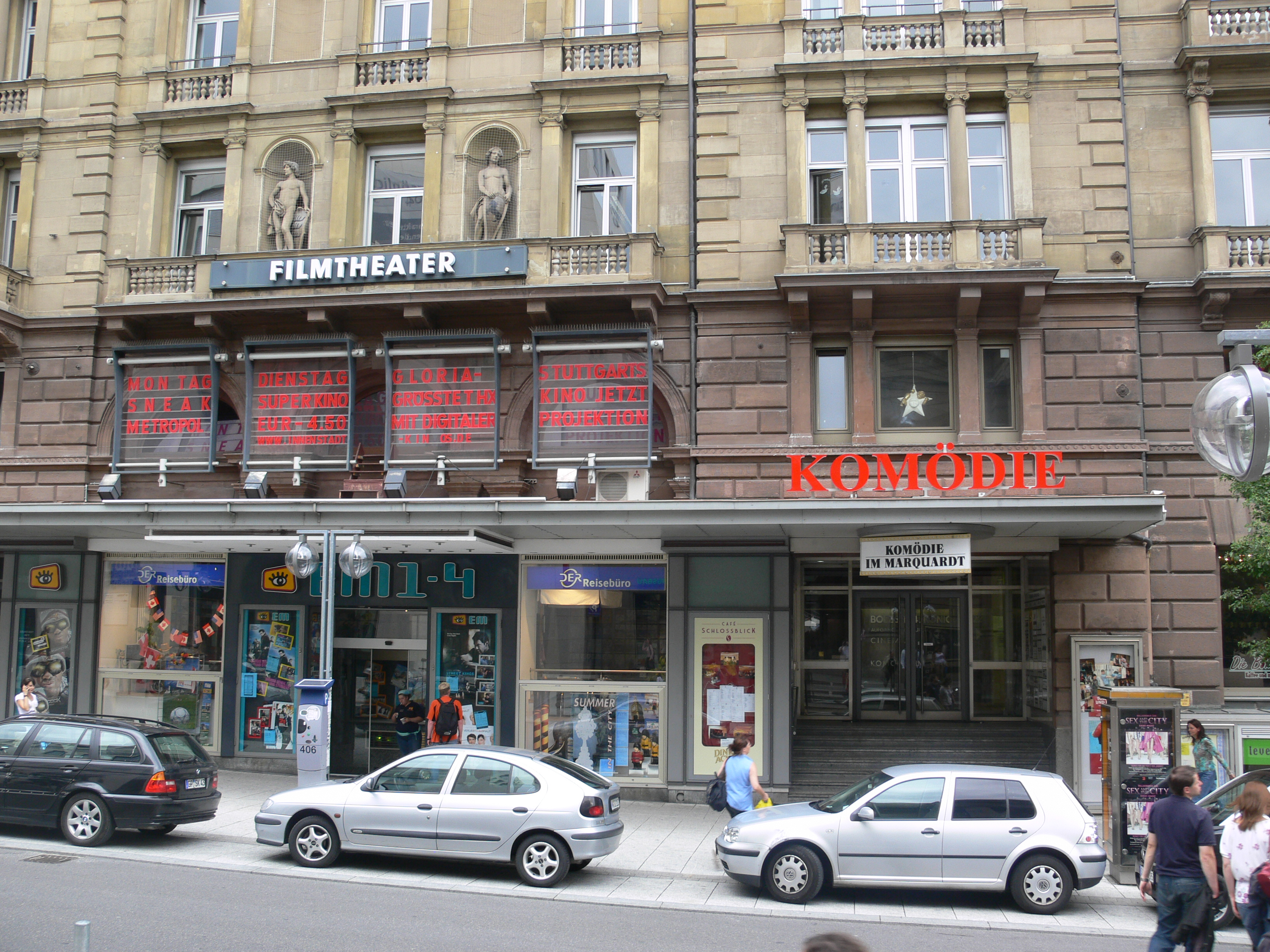
Вход в здание Комедии Марквардт

Театральные сцены Штутгарта состоят из старого драматического театра и Комедии Марквардт в Штутгарте, Баден-Вюртемберг.
Театральные сцены Штутгарта, с их ежегодными 12.000 проданными абонементами и более 200.000 посетителей, являются драматическим театром с самым большим количеством зрителей в Баден-Вюртемберг и принадлежат к пятерке лучших немецких драматических театров. С 1. Августа 2009 Манфред Рольф Лангнер является художественным руководителем театра.

## Старый драматический театр
Старый драматический театр располагается в здании, которое было построено в стиле модерн в центре Штутгарта на Кляйне Кёнигсстрассе в 1909 году архитекторами Альбертом Айтель и Ойгеном Штайгледер.
6 февраля 1909 старый драматический театр был открыт на историческом месте, на месте бывшей посольской казармы. Характерный полукругрый фасад в стиле модерн впечатляет и по сей день. Золотые годы Старого драматического театра прошли под руководством Клаудиуса Краусхаар, однако из-за своего еврейского происхождения продолжить свою работу при нацистском режиме он не смог. В 1960-х годах в Старом драматическом театре можно было увидеть выступления легендарного ансамбля Елизаветы Фликеншилдт, Эдит Хеердеген и Эрих Понто. Когда в 1962 году государственный драматический театр переехал на недавно открывшуюся Малую Сцену, Старый драматический театр стоял сначала в запустении. В 1984 году он был после сложной реконструкции (проведена Роландом Остертаг) снова открыт. Элерт Боде, который уже с 1976 руководил в Комедии Марквардт, взял на себя управление театром. Он дал Старому драматическому театру его сегодняшнее название и вернул его популярность.
С момента своего нового открытия в 1980-х годах театр отличается разнообразной программой: как классические произведения, так и современные театральные и музыкальные постановки. Представления в старом драматическом театре дают с сентября по июль ежедневно, кроме воскресенья.

## Комедия Марквардт
Комедия Марквардт была основана в 1951 году Бертольдом Закманн в здании бывшего отеля Марквардт на Дворцовой площади Штутгарта. В первые годы работы театра здесь выступали многие звезды послевоенного времени, среди них Хайнц Эрхардт, Корнелия Фробёсс и Гарольд Юнке. В 1976 году Комедию возглавил Элерт Бодэ и, начиная с 1984 года, руководил ей и старым драматическим театром Штутгарта. Когда в августе 2002 года Карл Филипп фон Мальдегхельм принял в управление в Комедию Марквардт и Старый драматический театр, зал театра Комедии был отреставрирован.
Расписание включает в себя полный спектр комедийного театра развлечений: от бульварных и романтических комедий до классической комедии. Это включает в себя выступления таких актёров, как Вальтер Шультхайс, Йорг Адае и Моника Хирше.

## Дополнительные площадки
International Theatre
International Theatre был основан в 2007. Чтобы заинтересовать публику новыми постановками, пьесы играются на английском языке.
Театр под крышей
В Театре под крышей играются пьесы под куполом Старого драматического театра для одного или двух человек. В январе 2007 года стартовала серия «Мастерская утопий» с адаптации приключенческого романа Жюля Верна «20.000 лье под водой». В этой серии будут представлены работы с общем темой «Утопия и как из неё выбраться».
Театр над облаками
Под названием «театр над облаками» представил Старый драматический театр театральные постановки (проводятся с 2006) на высоте 140 метров в помещении бывшего ресторана Штутгартской телебашни.
Начиная с 28 Мара 2013 посещение телебашни, а соответственно и театра над облаками, запрещено из соображений пожарной безопасности. Состоится ли новое открытие пока ещё не известно.

## Другие предложения
management by shakespeare (под руководством Шейкспира)
Под девизом management by shakespeare (под руководством Шейкспира) проводятся личностные и коммуникативные тренинги для руководителейю
Молодёжный театр-клуб
С 2006 года существует в здании Старого драматического театра молодежный театр-клуб, который дает молодежи возможность для первого знакомства с атмосферой театра, посещения различных семинаров и непосредственного участия в постановках.